# Mopani Copper Mines
Mopani Copper Mines ist eine Aktiengesellschaft in Sambia. Sie befindet sich im Jahr 2006 zu 16,9 Prozent im Besitz von First Quantum Minerals Ltd Plc. (Vancouver/Kanada), zu 73 Prozent von Glencore International AG (Baar/Schweiz) und zu 10 Prozent von Zambia Consolidated Copper Mines Investment Holdings. Mopani Copper Mines wird an der Börse Lusaka Stock Exchange quotiert, also nicht gehandelt. Ihr Sitz ist in Kitwe, Central Avenue. 
Mopani Copper Mines betreibt Tiefbaue in Mufulira mit 27 Mio. t Vorräten bei rund 3,04 % Kupfergehalt und Nkana mit 75 Mio. t Vorräten bei ca.  2,3 % Kupfer- und 0,14 % Kobaltgehalt. Beide Bergwerke werden betrieblich von Mopani Copper Mines und First Quantum Minerals gemeinsam geführt. Mufulira wird seit 1933, Nkana seit 1932 ausgebeutet.
Mopani Copper Mines wurde im April 2000 für 43 Mio. US-$ privatisiert, allerdings mit der Auflage, für 159 Mio. US-$ zu investieren. Bis 2006 waren 506. US-$ investiert, um die Produktion zu verdreifachen. Ursprünglich hielten Glencore 46, First Quantum 44 und ZCCM-IH 10 Prozent. Im Jahr 2006 entstand eine Kupferhütte mit einer Kapazität von 410.000 t Kupferkonzentrat im Jahr, diese wurde durch neue Technik auf 650.000 t erweitert und soll bald 850.000 t erreichen. Kupferkonzentrat enthält etwa 60 Prozent Kupfer und muss weiter raffiniert werden. 2008 sollen 270.000 t Kupfer pro Jahr gewonnen werden. 
Mopani Copper Mines ist der größte Arbeitgeber im Copperbelt und beschäftigt 16.000 Menschen. Sie gilt als der gewinnträchtigste Bergbaubetrieb in der Region, wird jedoch auch für schwere Umweltschäden (massive Überschreitung der WHO-Werte für Schwefel in der Luft und in der Folge einige Tote) verantwortlich gemacht. Mit aktuellem Stand (Juni 2019) hat sich die Situation kaum verbessert, sodass die Grenzwerte zum Teil noch immer massiv überschritten werden. Vom Obersten Gerichtshof Sambias wurde 2020 entschieden, dass Glencore die Familie eines Abgas-Opfers entschädigen muss.